# منتخب سوريا لكرة اليد
المنتخب السوري لكرة اليد هو الممثل الرسمي لسوريا في كرة اليد ويدار بواسطة الاتحاد العربي السوري لكرة اليد.

## روابط خارجية
- الملف في الاتحاد الدولي لكرة اليد